# Combretaceae
Famille
Classification APG III (2009)
Les Combretaceae (ou Combrétacées en français) sont une famille de plantes à fleurs dicotylédones de l'ordre des Myrtales. Elle comprend près de 600 espèces réparties en 14 à 20 genres (il existe selon GRIN 47 synonymes pour ces genres).
Ce sont des arbres, des arbustes ou souvent des lianes, certains adaptés aux zones arides, largement répandus dans les régions subtropicales à tropicales.

## Étymologie
Le nom vient du genre type Combretum, dont l’origine est très obscure. Le nom fut utilisé par Pline l'Ancien (23-79 apr. J.-C.), pour nommer une plante indéterminée,. Pline le dit semblable à une autre plante, qu'il nomme « bacchar », qu'on a assimilé à Gnaphalium sanguineum (Asteraceae),.
Certains auteurs ont considéré le mot  combretum comme du gaulois, « com‑br‑ant » signifiant  « qui secourt, qui aide ». Certains y ont vu la « Grande consoude » (Symphytum officinale, Boraginaceae), et l’emploi de la plante comme médicament a permis une homophonie entre les mots combretum et « consoude », com‑bhr‑lom signifiant « la plante qui soude ».
Anne Heiermeier croit y reconnaitre les racines indo-européennes « kuendhro, kuondro, kuondna »,.
Les botanistes ont tenté d'identifier quelle plante se cachait dernière le mot combretum utilisé par Pline. Un « jonc », le Juncus maximus, actuel Luzula sylvatica (Juncaceae) a notamment été avancé. Mais beaucoup d'autres plantes ont été attribuées à l’appellation combretum : une plante aromatique, l’absinthe (Artemisia absinthium, Asteraceae), l’« angélique des bois » (Angelica sylvestris, Apiaceae ), le « gouet tacheté » (Arum maculatum, Araceae) ou même la « massette à larges feuilles » (Typha latifolia, Typhaceae).

## Liste des genres
Selon Angiosperm Phylogeny Website (1 juin 2010) :
- Anogeissus (DC.) Wall.
- Buchenavia Eichler
- Bucida L.
- Calopyxis (es) Tul.
- Combretum Loefl.
- Conocarpus L.
- Dansiea (en) Byrnes
- Getonia Roxb.
- Guiera Adans. ex Juss.
- Laguncularia C.F.Gaertn.
- Lumnitzera Willd.
- Macropteranthes (en) F.Muell.
- Meiostemon (es) Exell & Stace
- Pteleopsis Engl.
- Quisqualis L.
- Ramatuela Kunth
- Strephonema (es) Hook.f.
- Terminalia L.
- Terminaliopsis Danguy
- Thiloa (en) Eichler

Selon NCBI (20 juillet 2017) :
- Anogeissus
- Buchenavia
- Bucida
- Calopyxis
- Calycopteris (es)
- Combretum
- Conocarpus
- Dansiea
- Getonia
- Guiera
- Laguncularia
- Lumnitzera
- Macropteranthes
- Meiostemon
- Pteleopsis
- Quisqualis
- Strephonema
- Terminalia
- Thiloa

Selon DELTA Angio (1 juin 2010) :
- Anogeissus
- Buchenavia
- Bucida
- Calopyxis
- Calycopteris
- Combretum
- Conocarpus
- Dansiea
- Guiera
- Laguncularia
- Lumnitzera
- Macropteranthes
- Melostemon
- Pteleopsis
- Quisqualis
- Strephonema
- Terminalia
- Terminaliopsis
- Thiloa

Selon ITIS (1 juin 2010) :
- Anogeissus (DC.) Guillemin, Perrottet, & A. Rich.
- Buchenavia Eichl.
- Bucida L.
- Combretum Loefl.
- Conocarpus L.
- Laguncularia Gaertn. f.
- Lumnitzera Wild.
- Quisqualis L.
- Terminalia L.

## Liste des espèces
Selon NCBI (1 juin 2010) :
- genre Anogeissus
  - Anogeissus acuminata
  - Anogeissus leiocarpa
- genre Buchenavia
  - Buchenavia reticulata
  - Buchenavia tetraphylla
- genre Bucida
  - Bucida buceras
  - Bucida macrostachya
- genre Calopyxis
  - Calopyxis grandidieri
- genre Calycopteris
  - Calycopteris floribunda
- genre Combretum
  - Combretum adenogonium
  - Combretum albopunctatum
  - Combretum alfredii
  - Combretum apiculatum
  - Combretum bracteosum
  - Combretum caffrum
  - Combretum celastroides
  - Combretum coccineum
  - Combretum collinum
  - Combretum cf. coriifolium OM1654
  - Combretum edwardsii
  - Combretum elaeagnoides
  - Combretum englerii
  - Combretum erythrophyllum
  - Combretum fragrans
  - Combretum glutinosum
  - Combretum goldieanum
  - Combretum grandiflorum
  - Combretum hereroense
  - Combretum holstii
  - Combretum imberbe
  - Combretum kirkii
  - Combretum kraussii
  - Combretum micranthum
  - Combretum microphyllum
  - Combretum mkuzense
  - Combretum cf. mkuzense RBN154
  - Combretum moggii
  - Combretum molle
  - Combretum mossambicense
  - Combretum nelsonii
  - Combretum oxystachyum
  - Combretum padoides
  - Combretum paniculatum
  - Combretum petrophilum
  - Combretum pisoniiflorum
  - Combretum platypetalum
  - Combretum psidioides
  - Combretum schumannii
  - Combretum tenuipes
  - Combretum vendae
  - Combretum wallichii
  - Combretum wattii
  - Combretum woodii
  - Combretum zeyheri
  - Combretum sp. A (Winter 7225)
  - Combretum sp. Boon 3174
  - Combretum sp. KZN
  - Combretum sp. OM&MvdB24
- genre Conocarpus
  - Conocarpus erectus
  - Conocarpus sericeus
- genre Guiera
  - Guiera senegalensis
- genre Laguncularia
  - Laguncularia racemosa
- genre Lumnitzera
  - Lumnitzera littorea
  - Lumnitzera racemosa
- genre Meiostemon
  - Meiostemon humbertii
  - Meiostemon tetrandrus
- genre Pteleopsis
  - Pteleopsis anisoptera
  - Pteleopsis myrtifolia
- genre Quisqualis
  - Quisqualis caudata
  - Quisqualis indica
  - Quisqualis littorea
  - Quisqualis parviflora
- genre Strephonema
  - Strephonema mannii
  - Strephonema pseudocola
- genre Terminalia
  - Terminalia amazonia
  - Terminalia arjuna
  - Terminalia bellirica
  - Terminalia boivinii
  - Terminalia brachystemma
  - Terminalia catappa
  - Terminalia chebula
  - Terminalia complanata
  - Terminalia franchetii
  - Terminalia guyanensis
  - Terminalia hainanensis
  - Terminalia ivorensis
  - Terminalia kaernbachii
  - Terminalia litoralis
  - Terminalia mantaly
  - Terminalia mollis
  - Terminalia muelleri
  - Terminalia myriocarpa
  - Terminalia oblonga
  - Terminalia phanerophlebia
  - Terminalia prunioides
  - Terminalia sambesiaca
  - Terminalia sericea
  - Terminalia stenostachya
  - Terminalia stuhlmannii
  - Terminalia tomentosa
  - Terminalia trichopoda
- genre Thiloa
  - Thiloa glaucocarpa

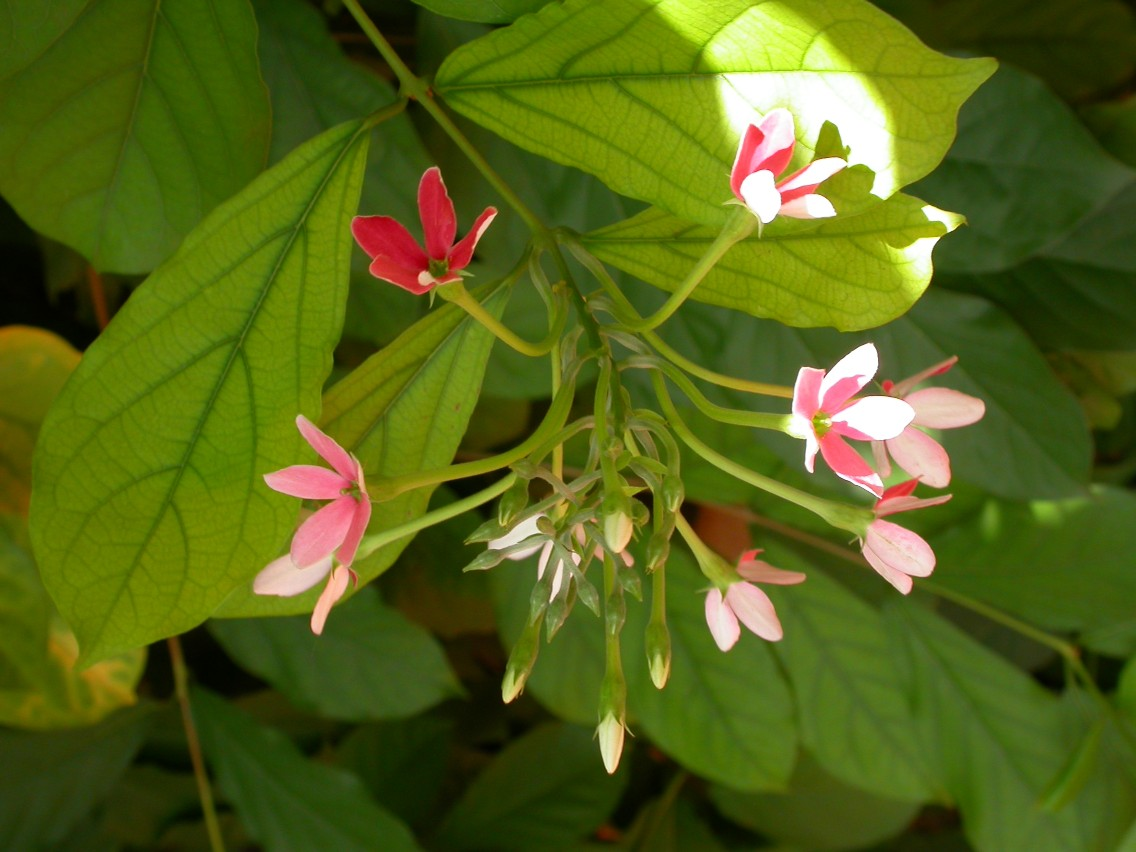
Quisqualis indica, fleurs.
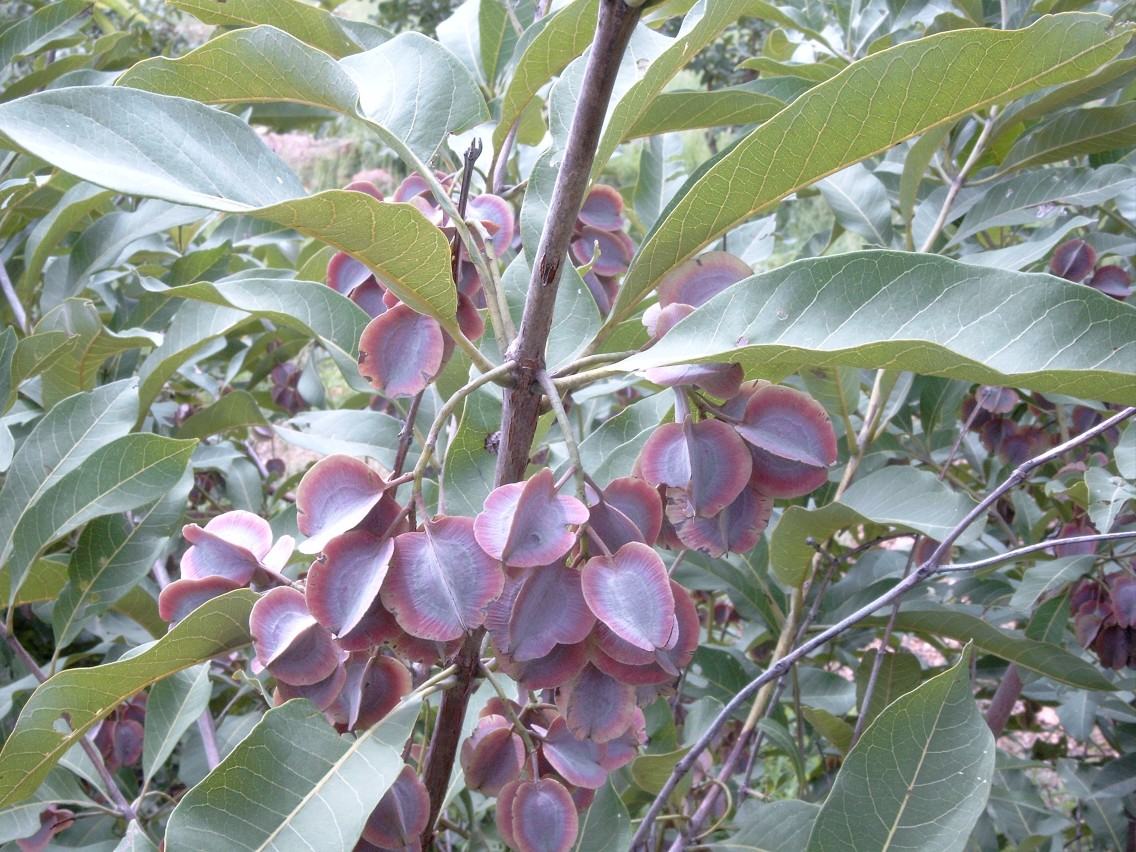
Combretum collinum, fruits.